# 谢广明
谢广明（？—），北京大学工学院智能控制实验室教授，博士生导师，主要研究领域包括复杂系统动力学与控制、智能仿生机器人和多机器人系统与控制等。

## 生平
1996年获清华大学计算机科学与技术、应用数学双学士学位，1998年和2001年先后在清华大学自动化系获工学硕士及博士学位，2003年北京大学博士后出站，留校工作。
谢广明是中国自动化学会青年工作委员会委员，中国自动化学会机器人竞赛工作委员会委员、机器人水球竞赛负责人，国际机器人奥林匹克委员会会员，国家自然科学基金项目通讯评议专家，《国际先进机器人系统》编委。目前已发表学术论文百余篇，被SCI收录超过40篇，EI收录超过100篇，申请发明专利10余项。主持和参与973计划、国家自然科学基金和微软亚洲研究院等多个科研项目。